# Stadion AWF Katowice
Stadion AWF Katowice – stadion lekkoatletyczny w Katowicach przy ulicy Tadeusza Kościuszki (40-959 Katowice, Kościuszki 84). Jego pierwszym właścicielem był klub Pogoń Katowice, obecnie jest nim Akademia Wychowania Fizycznego im. Jerzego Kukuczki w Katowicach.
Obiekt otworzony w 1925 roku. Na stadionie dwa razy zagrała piłkarska reprezentacja Polski, 18 sierpnia 1935 roku z Jugosławią (2:3) i 10 października 1937 roku z Łotwą (2:1). W dniach 5–6 lipca 1947 roku na obiekcie odbyły się także lekkoatletyczne Mistrzostwa Polski kobiet.